# Paranarthrura insignis
Paranarthrura insignis är en kräftdjursart som beskrevs av Hansen 1913. Paranarthrura insignis ingår i släktet Paranarthrura och familjen Agathotanaidae. Inga underarter finns listade i Catalogue of Life.